# Ridderstolpe
Ridderstolpe är en svensk friherrlig och grevlig adelsätt.
Ättens stamfader Peter von Frischen kom från Livland, men inträdde i svensk tjänst och blev 1687 löjtnant vid Livregementet till häst. Hans hustru Sara Clerck tillhörde adliga ätten 433 och var dotter till underlagmannen Thomas Clerck och Anna Geijer. Deras son Carl von Frischen (1684-1762) adlades den 6 augusti 1715 av Karl XII med namnet Ridderstolpe och introducerades 1719 på nummer 1492. Till valspråk tog han Et Deus et Patria testes (Med Gud och Fosterlandet som vittnen). Den 21 november 1751 upphöjdes han emellertid till friherre av Adolf Fredrik, varmed den adliga ätten utgick. Ätten introducerades som friherrlig den 8 juni 1752 på nummer 228. Friherrebrevet kom dock inte att utfärdas förrän den 27 december 1778 på Stockholms slott av Gustav III.

Karl von Frischen adlad Ridderstolpe var gift med Margareta Gyllenkrok, vars mor tillhörde ätten Wattrang. Deras enda dotter Ulrika Eleonora var gift två gånger, första gången med Georg Thomas von Berchner och andra med greve Wolter Reinhold Stackelberg. I första äktenskapet fick hon dottern Ulrika Eleonora von Berchner. Ulrika Eleonora Ridderstolpe hade två bröder. Karl Johan Ridderstolpe (1719-1785) gjorde Fiholm, Västmanland till fideikommiss, men med sin hustru fick han bara två barn som avled späda. Den andre brodern Fredrik Vilhelm Ridderstolpe (1730-1816) kom därför att ärva Fiholm, och bli den ende som förde ätten vidare på svärdssidan.
Fredrik Vilhelm Ridderstolpe var gift med grevinnan Eleonora Lovisa Antoinetta Dohna (släkten Dohna) och hennes mor var friherrinnan Fredrika Sture. Han upphöjdes till greve den 14 juni 1800 på Norrköpings slott av Gustav IV Adolf med primogenitur, varigenom endast huvudmannen för ätten har grevlig värdighet och de övriga är friherrar. Grevebrevet undertecknades den 16 januari 1812 på Stockholms slott av Karl XIII och introducerades i denna värdighet den 14 mars samma år under nummer 119. En yngre son till Fredrik Vilhelm, Fredrik Ludvig Ridderstolpe, var landshövding och gift med Caroline Ridderstolpe. Sedan äldre broderns son avlidit barnlös blev Fredrik Ludvig greve och huvudman för ätten. Äldre grenen av ätten ägde en tid Tidö slott.

## Blasonering

### Friherrlig
| ”                                     | En skiöld, styckad i fyra fäldt genom ett gyllende Andreæ korss och mitt uppå belagd med den förre adelige skjölden, som är på längden fördelt i tre lika delar, den medlersta af guld och deruti en uprest blå stolpe eller pelare samt i hvardera af de andra yttre fäldten, som äro blå, tvenne silfver moletter, palevis stälde. Utaf frijherre skjölden är det öfra fäldtet blådt och deruti äro trenne flytande silfverströmmar samt trenne rader gyllende kulor vexelvis lagde, varandes i första raden sex, i den andra fem och i den tredje fyra kulor. Uti andra eller fäldtet till höger, som är rödt, sees tvenne gyllende commendeurs stafvar i kors stälte, och i det tredje eller vänstra fäldtet, som likaledes är rödt, finnes et uprätt stående ankar af guld, trädt igenom en gyllende krona. Nedersta fäldtet är klufvit, högra delen innehåller hälften af det adeliga clerckiska vapnet, som är tvärdelad, öfra delen af guld och der uti en grönskande ek. Nedra delen består af fem rader svarta och silfver schackrutor. Den vänstra delen åter innehåller det adeliga gyllenkrookska vapnet, tre gyllende krokar, 2 och 1 stälte i blått fält. Uppå skiölden äro två öppna med fri herre kronor täckte tornerhielmar. På den högra stå upreste tvenne svenska kron-flaggor och der emellan en molette af silfver, och på den vänstra hjelmen sees tvenne utslagne vingar af silfver och emellan dem uprest en blå neptune gaffel. Skiölden är emellan hjelmarne betäckt af en fri herre crona och uppehälles på sidorne af 2:ne ifrån skiölden sig sträckande sjöhästar af silfver, som ligga i hvars sin, bakom skiölden framkommande galere uppå en med ornamenter prydd gyllende pied d’estal, aldeles som det samma här frammanföre med sine rätte färgår afmålat finnes. | „ |
| – Sköldebrevsavskrifter, RHA, 13:010. | |   |

### Grevliga
| ”                                     | En sköld, styckad i fyra fält genom ett gyldane S:t Andreæ kors och midt uppå belagd med den förre adeliga skölden, som är på längden fördeld i tre lika delar, den medlersta af gull och däruti en upprest blå stålpe eller pelare samt i hvardera af de andra yttre fälten, som äro blå, tvenne silfver moletter palevis stälda. Af grefveliga skölden är det öfra fältet blått, och däruti äro trenne flytande silfverströmmar samt trenne rader gyldene kulor, växelvis lagda, varande i första raden sex, i den andra fem och i den tredje fyra kulor. I andra eller fältet till höger, som är rödt, ses tvänne gyldene commendeursstafvar i kors stälde, och i det tredje eller vänstra fältet, som likaledes är rödt, finnes ett upprättstående ankare af gull, trädt genom en gyldene krona. Nedersta fältet är klufvit. Högra delen innehåller hälften af det adeliga clerckiska vapnet, som är tvådelad, öfra delen af gull och däruti en grönskande ek. Nedra delen består af fem rader svarta och silfver skack-rutor. Den venstra delen åter innefattar det adeliga gyllenkrookska vapnet, tre gyldene krokar, två och en ställda i blått fält. Uppå skölden äro tre öppne med grefvekronor täckte torner-hjelmar. På den medlersta ses tvenne utslagna vingar af silfver och emellan dem uprest en blå Neptuni gaffel. På de högra stå tvenne svenska kronoflaggor och däremellan en molette af silfver. Ifrån den venstra upstiger ett åt höger vändt gyldene lejon, hållandes ett blått signum Martis eller jernets sinnebild. Skölden uppehålles på på sidorne af tvenne sig därifrån utåtvändande sjöhästar af silfver, som ligga i hvar sin bakom skölden framkommande gallere uppå en med ornamenter beprydd piedestal af gull. Aldeles såsom det här med sina rätta och egenteliga färgor afmåladt finnes | „ |
| – Sköldebrevsavskrifter, RHA, 16:132. | |   |

## Vapensköld beskrivning
Hjärtskölden består av tre fastställda lika fördelade fält i längd. I mellersta fältet som består av guld står en blå stolpe (pelare). I de båda blå yttersta fältet står det molletter (sporrklingor) av silver, vilket återfinns också vid flaggorna, vilket var vanliga symboler för rytteri. Dessa två symboler blir tillsammans blir en rebus för namnet. 
Huvudskölden är fyrstyckad genom ett utböjt gyllene andreaskors. Den övre delen består av blått fält med tre flytande silverströmmar med tre rader gyllende kulor, första raden uppefrån består av sex, andra raden fem och sista raden närmst hjärtskölden av fyra kulor. Rykten säger att de gyllene kulor symboliserar sänkta skepp till havs. Sidofälten är röda och de högra fältet består av två kors ställda kommandostavar av guld, andra fältet består av upprättstående ankare som trätts genom en gyllene krona. Symbolerna i dessa fält liksom den blåa treudden. Även kallad Neptun gaffel som placeras mellan vingarna av silver på den högra hjälm kronan som eller mitten hjälm kronan på det grevliga vapnet. Liksom de två örlogsflaggorna på den vänstra hjälmkronan anspelar alla på Carl Ridderstolpes sjömilitära karriär. Detta gäller även de två sjöhästarna av silver som fungerar som sköldhållare och skeppen som skjuter fram från skölden.
Det nedersta fältet är kluvet och innehåller hälften av de Clerckiska vapnet som syftar på hans mor Sara Clerck tillhörande den adliga ätten Clerck nr 433. Andra hälften syftar på hans hustru Margareta Gyllenkrok tillhörande den adliga ätten Gyllenkrok nr 862. 
Vid Fredrik Vilhelm Ridderstolpe upphöjning till grevlig värdighet la tydligare en hjälmkrona till med de grevliga rang på den återfinns ett gyllene lejon som uppstiger och håller ett blått Signum Martias (järmärke) detta syftar på hans ämbete i Bergskollegium.

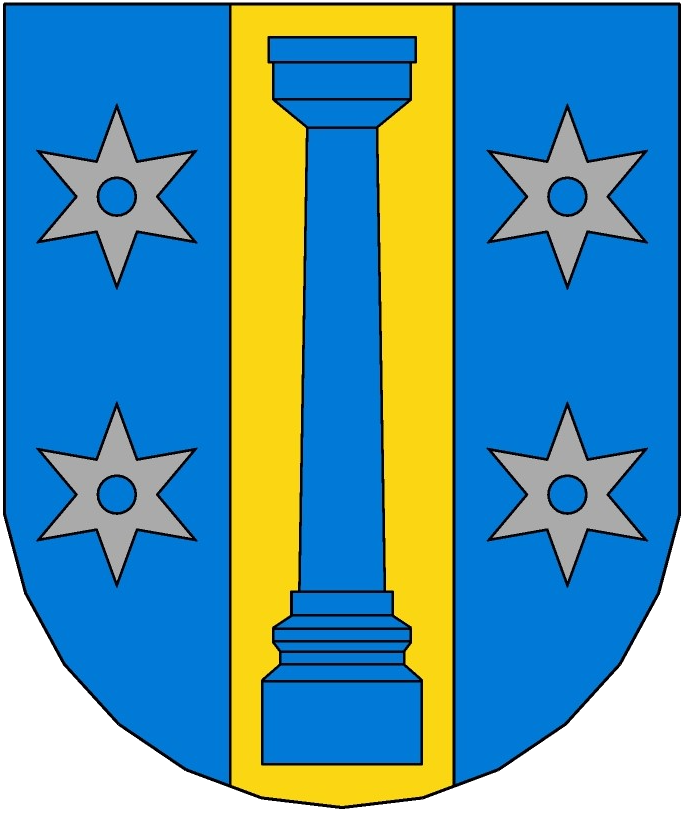
Sköldmärke